# Hoppers Crossing
Hoppers Crossing är en del av en befolkad plats i Australien. Den ligger i kommunen Wyndham och delstaten Victoria, omkring 24 kilometer väster om delstatshuvudstaden Melbourne. Antalet invånare är 38 108.
Trakten är tätbefolkad. Hoppers Crossing är det största samhället i trakten.
Trakten runt Hoppers Crossing består till största delen av jordbruksmark. Genomsnittlig årsnederbörd är 971 millimeter. Den regnigaste månaden är juni, med i genomsnitt 115 mm nederbörd, och den torraste är januari, med 34 mm nederbörd.